# Анджела (тайфун)
Тайфун Анджела (англ. Typhoon Angela) или Тайфун Роси́н (таг. Bagyo Rosing) в филиппинской системе именований — чрезвычайно мощный тропический циклон максимальной пятой категории, наблюдавшийся в сезоне 1995 года в северо-западной части Тихого океана.
Самый мощный тропический циклон 1995 года и наиболее разрушительный тайфун на Филиппинах с 1970 года, унёсший жизни 882 человек только в этой стране. Один из самых интенсивных тропических циклонов за всю историю наблюдений. На пике интенсивности супертайфун имел постоянную скорость ветра в 290 км/ч.

## Метеорологическая история

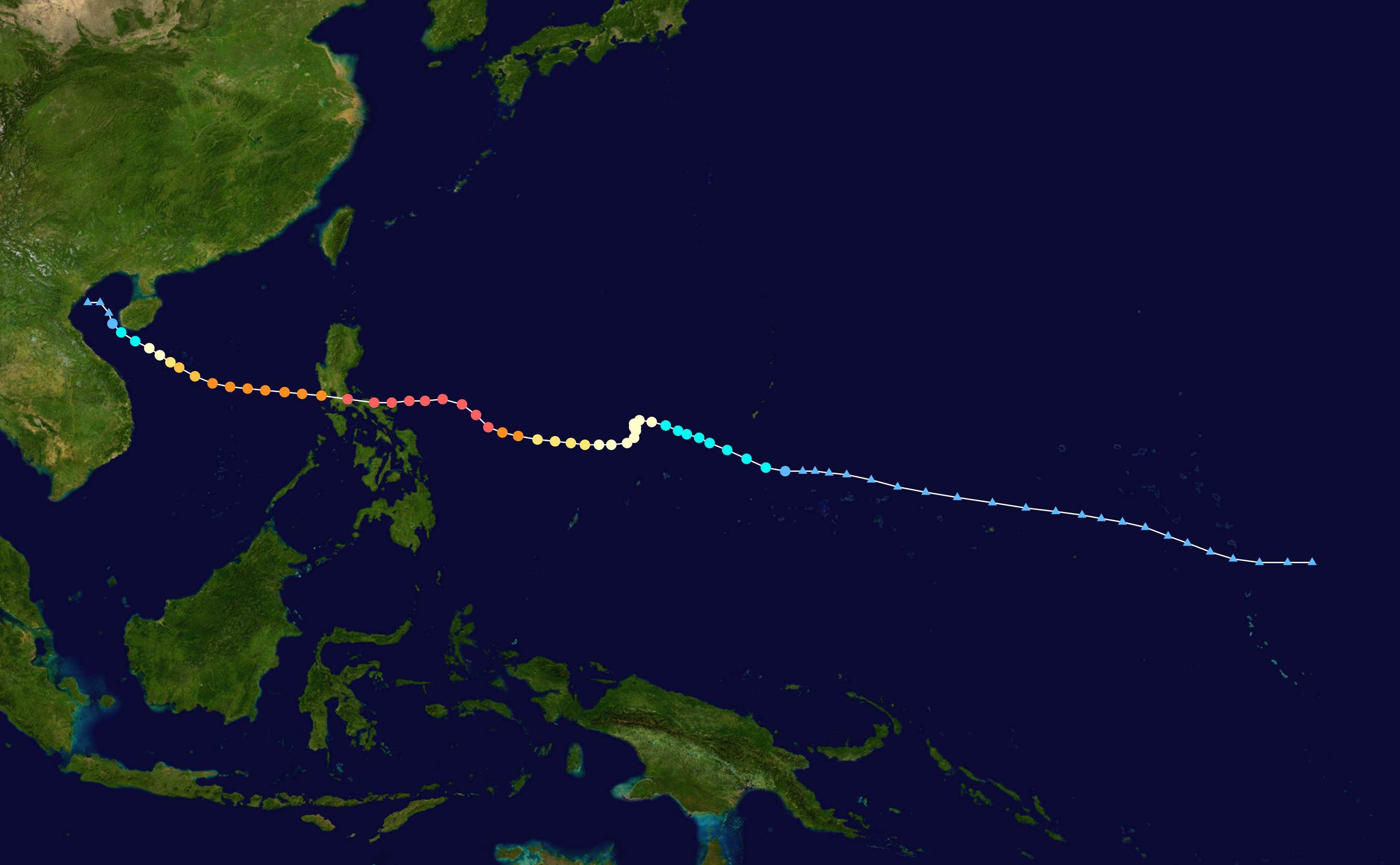
Траектория движения тайфуна Анджела. Расстояниям между точками соответствует путь, пройденный циклоном за 6 часов

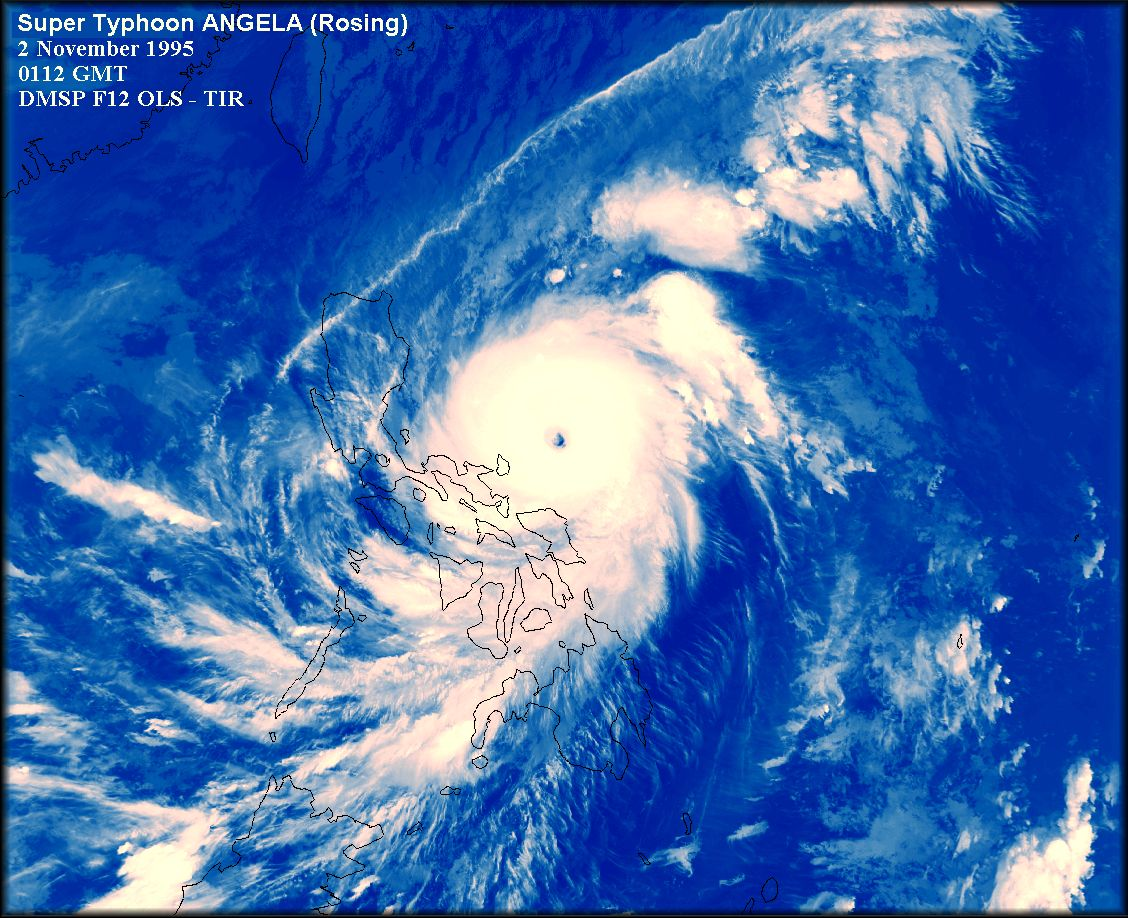
К востоку от Филиппин

25 октября 1995 года глубокая барическая ложбина в субэкваториальном поясе породила третью по счёту после циклонов Иветт и Зак тропическую депрессию, сформировавшуюся в зоне атмосферных возмущений в районе Маршалловых Островов. В течение следующих суток депрессия смещалась на запад, медленно усиливая свою интенсивность, и достигла стадии тропического шторма в конце дня 26 октября.
Двумя днями позже шторм перешёл в категорию тайфуна, а в ночь с 31 октября на 1 ноября Анджела стала супертайфуном (тихоокеанские тропические циклоны четвёртой и пятой категорий) с устойчивой скоростью ветра в 290 км/ч. Однако повторные современные анализы показывали, что скорость ветра на пике могла быть выше, в основном из-за отсутствия разведки шторма. По причине стремительного усиления циклона Японское метеорологическое агентство опаздывало с собственными оценками, выпустив метеосводку с данными по скорости ветра в 210 км/ч.
Двигаясь на запад-северо-запад супертайфун на пике интенсивности пересёк северную часть филиппинского архипелага, вышел в бассейн Южно-Китайского моря и 7 ноября рассеялся над акваторией Тонкинского залива.

## Вторжение и последствия
Супертайфун прошёл практически над территорией Большой Манилы, поэтому основной ущерб был нанесён Столичной агломерации, региону Калабарсон и Бикольскому региону. От удара стихии погибло 936 человек, сумма причинённого ущерба сначала оценивалась в 9,33 миллиардов филиппинских песо, затем она выросла до 10,8 млрд песо. Стихия уничтожила более 96 тысяч домов, множество мостов и дорог.
В муниципалитете Калауаг только от штормового нагона и наводнения вследствие разрушения плотины погиб 121 человек. В соседнем муниципалитете Паракале более сотни человек погибли в результате масштабного оползня. Зверствовавший тропический циклон оставил без электроснабжения треть населения Филиппин.
В высшей точке развития супертайфуна метеорологи оценили в его центре атмосферное давление в 879 миллибар (659 миллиметров ртутного столба). По данному показателю Анджела вошла в список самых интенсивных тропических циклонов в истории метеонаблюдений во всех океанических бассейнах. Несмотря на то, что по состоянию на 2016 год пальму первенства по критерию давления в центре стихии держит другой супертайфун Тип, Анджела занимает первую строчку в неофициальном рейтинге самых интенсивных тропических циклонов планеты, рассчитываемому по методу Дворака.